# 小行星9541
小行星9541（英語：9541 Magri）是一颗围绕太阳公转的小行星。1983年2月11日，愛德華·鮑威爾在可可尼诺县发现了此天体。
这颗小行星的绝对星等为343.2757747250043等。